# Université du Maine à Farmington
L'université du Maine à Farmington (en anglais : University of Maine at Farmington, UMaine Farmington ou UMF) est une université américaine située à Farmington dans le Maine.